# Xã Tynsid, Quận Polk, Minnesota
Xã Tynsid (tiếng Anh: Tynsid Township) là một xã thuộc quận Polk, tiểu bang Minnesota, Hoa Kỳ. Năm 2010, dân số của xã này là 64 người.